# You (canción de Britt Nicole)
«You» en español: «Tú» o «Usted» es una canción tipo pop primera canción de la cantante Britt Nicole que alcanzó el puesto número 6 en la lista de los Billboard siendo además de la primera canción un éxito en todas las emisoras de radio de Estados Unidos

## Antecedentes de la canción
«You» pertenece al primer álbum de Britt Nicole «Say It» está escrita por, Cindy Morgan, Tedd Tjornhom (también escribieron God Day) y por Matthew West (amigo de la cantante), se posicionó en el 3er lugar en Delaware durante 5 semanas 

### Crítica
Siendo esta la primera canción de Britt Nicole tuvo muy buena aceptación en el público juvenil en la época del 2007 y  el 2008
en palabras de la cantante:
La canción no tuvo una aceptación en Gran Bretaña, pero en otras zonas cristianas concurridas se convirtió en una de las canciones más pedidas y solicitadas, más por el público joven

## Tracklisting

### Britt Nicole Tour
Britt Nicole Tour Clearwater, Florida
- You - Versión balada junto con una banda coral

Britt Nicole Tour Elmhurst, Illinois
- You - Versión rock

## Posicionamiento en tablas
| Estado de Estados Unidos o Canadá | Posición | Número de semanas |
| --------------------------------- | -------- | ----------------- |
| Delaware                          | 3        | 5 semanas         |
| Montana                           | 6        | 2 semanas         |
| Alaska                            | 6        | 4 semanas         |
| Toronto                           | 9        | -                 |